# Книга сорока степеней
Книга сорока степеней (Маратиб аль-вуджуд уа хакика куль мауджуд, Marātib al-wujūd wa ḥaqīqa kull mawjūd) является одним из последних сочинений Шейха Абд аль-Карим аль-Джили. Книга описывает связь Сущности Бога с созданным Им порядком.
Сразу после короткого вступления к книге, Аль-Джили указывает на то, что существование (вуджуд) строится из сорока степеней (маратиб), начиная с Божественной Самосущности (Аль-Дхат Аль-Илахиййа) и заканчивая человеком (Аль-Инсан). Текст книги сводится к перечислению и краткому пояснению к каждой степени.

## Степени Существования
1. Божественная Самосущность (Аль-Дхат Аль-Илахиййа), которая выражается как абсолютно сокрытое
2. Первая богоявленность (Аль-Вуджуд Аль-Мутлак) — первое самосущностное нисхождение, великое пограничье между внутренним, спрятанным (аль-бутун) и проявленностью (аль-зухур)
3. Единичность (Уахидиййа) — второе нисхождение, из которой возникает множественность и которая предрасположена к непроявленности и проявленности
4. Чистое проявление, что есть предоставление реальностям того бытия, что им причитается. С этого присутствия устанавливается множественность. Место Имён и Свойств
5. Наличное бытие (Рахманиййа) или милостивие — «… она (милостивость) охватила и божественную множественность, которая есть божественные имена и свойства, выявив их воздействия в сотворённом мире»[1].
6. Господствие (Рубубиййа) — место наисвященнейшего богоявления, охватываемое святым взором, священное зрелище. На этой степени устанавливается рабствие и проявляется место величия и милостивости в воздействии.
7. Царственность (Маликиййа) — исключает наличие несогласия, в отличие от Господствия.
8. Самостные Имена и Атрибуты, через которые у сотворённого устанавливается сущностное совершенство. Степень состоит из 4 подстепеней:
  1. Жизнь
  2. Знание
  3. Воля
  4. Мощь
9. Величественные имена Бога, такие как Большой, Могучий, Великий
10. Милостивые имена, такие как Милосердный, Мир, Верный, Добрый
11. Действительные имена, состоящие из двух разделов:
  1. Действительные величественные имена, такие как Умерщвляющий, Вредящий
  2. Действительные милостивые имена, такие как Оживляющий, Питающий, Созидающий
12. Мир возможностей (алам аль-имкан). Действительные богоявления — последние среди творительных божественных нисхождений. Мир возможностей — посредующая степень между истинным и тварным, на неё не распространяется ни небытие, ни бытие.
13. Перворазум «Разум — первое, что создал Бог»
14. Величайший дух, он же универсальная душа. Божественные знания помещены в универсальной душе, появляются в ней, как появляются буквы на бумажном листе
15. Престол — универсальное тело. Престол так относится к миру, как человеческий корпус к человеку
16. Трон (Курси) — уровень (но не степень) действительных Имён."Две ступни истинного опущены на трон: одна Его ступня — это запрет, другая — наказ"
17. Ангелы или горние духи, потерявшие рассудок от любви к Богу, в его величии и милости, окружающие престол. Эти ангелы (в отличие от других) — наиблагороднейшее творение Всевышнего Бога
18. Природа (Аль-Таби’a Аль-Муджаррада), очищенная от деяний стихий и первоэлементов, из которых Всевышний Бог создал мир. Под стихиями подразумевается тепло, холод, влажность, сухость.
19. Первоматерия (Хйюли) — присутствие формирования и оформления
20. Первопыль (Аль-Хаба) — небытийное место, в котором Бог вызвал мир к существованию
21. Единичная субстанция (Джаухар) — основа тел. «Она для тел, как буквы для слов»
22. Сложные вещи и возможные вещи:
  1. познавательные сложные вещи
  2. конкретные сложные вещи
  3. слуховые сложные вещи
  4. телесные сложные вещи
  5. духовные сложные вещи
  6. световые сложные вещи
23. Сфера атласа — конкретная сфера, которая вращается под троном и над остальными сферами. В ней нет ни звёзд, ни светил, никакого знака
24. Сфера аль-Джавзахра — умственное светило, которое как таковое не существует
25. Сфера сфер или звёздная (зодиакальная) область
26. небо Сатурна — субстанция неба — чёрная. Создано небо как соответствие разуму в человеке
27. небо Юпитера — субстанция голубая. Соответствие усердию в человеке
28. небо Бахрама (небо Марса) — субстанция красная. Соответствие воображению в человеке
29. небо Солнца — субстанция жёлтая, соответствие сердцу человека
30. небо Венеры — субстанция зелёная, соответствие вообразительным силам в человеке
31. небо Меркурия — субстанция серая, соответствие мыслительной реальности в человеке
32. небо Луны — субстанция прозрачна и бела как серебро. Соответствие духу в строении человека
33. Сияющий шар — из этого шара проистекает действительное движение в мире возникновения и уничтожения в соответствии с тем, что требует деятельный разум
34. Воздушный шар — Природа данной степени — влажность и тепло.
35. Водный шар — холодность и влажность. Воздушный и водный шары взаимодействуют
36. Земляной шар — сфера, подвергающаяся воздействию.
37. Минерал во множестве видов
38. Растение — пограничье между минералом и животным. Оно и застывшее и незастывшее
39. Животное — Дух, смешанный с телом.
40. Человек — ниже всего в бытии и выше всего в совершенствах.

## Интересное
По крайней мере один манускрипт книги находится в библиотеке Дар Аль-Кутуб в Каире